# Roshon Fegan
Roshon Bernard Fegan (Los Angeles, 6 de outubro de 1991) mais conhecido como Roshon (estilizado em letras maiúsculas, anteriormente estilizado como RO SHON), é um ator, rapper e dançarino americano. Ele é mais conhecido por seu papel como Ty Blue na série original do Disney Channel, Shake It Up, e por seu papel como Sander Loyer na franquia de filmes do Disney Channel, Camp Rock, com os Jonas Brothers e Demi Lovato. Ele escreve e produz sua própria música, além de trabalhar com o presidente da Lava/Universal Republic. Em 2012, Roshon apareceu em Dancing with the Stars.

## Biografia
Roshon Fegan nasceu em 6 de outubro de 1991 em Los Angeles, Califórnia, com sua mãe Cio e seu pai Roy. Sua mãe é filipina e seu pai um famoso ator afro-americano, Roy Fegan, que já trabalhou em séries como The Shield, Married... with Children, The Meteor Man e Will & Grace, entre outras. Criado em Los Angeles, Roshon Fegan estudou na BK Acting Studio e na USC 32nd Street Performing Arts School, até começar a estudar em casa para manter sua carreira como ator.

## Carreira
Roshon começou sua carreira como ator com 12 anos em um participação no filme Homem-Aranha 2 em 2004, seguido de uma participação na série de televisão Monk dois anos depois. Em 2008 participou do filme de comédia Drillbit Taylor e no filme ganhador do prêmio VC FilmFest Award, Baby. No verão do mesmo ano, Roshon ganhou popularidade após interpretar o personagem Sander Loyer do filme original Disney Channel, Camp Rock, que foi o program número um na categoria entretenimento na TV a cabo em 2008. Ele também interpretou várias músicas da trilha sonora de Camp Rock, assim como na faixa bônus do DVD de Camp Rock. No verão de 2010, Roshon repetiu seu papel como  Sander Loyer na sequencia Camp Rock 2: The Final Jam. Atualmente na série original do Disney Channel, No Ritmo, interpreta o papel de Ty Blue, o talentoso e popular irmão mais velho de Rocky Blue (Zendaya).
Roshon participou do programa Dancing With the Stars, porém não foi capaz de ganhar a competição.

## Vida pessoal
Roshon é um produtor musical que cria suas próprias músicas. Ele tem um canal no You Tube com videos feitos por ele e Cody Linley, o canal se chama The Ro and Co Show e mostra eles geralmente fazendo vídeos de rap freestyle. Roshon toca bateria desde seus dois anos, ele também toca piano e guitarra, além de cantar. Ele já lançou inúmeros singles no iTunes e está terminando seu primeiro álbum, produzido por ele mesmo em sua própria gravadora, a "3inaRo Entertainment". O nome "3inaRo" (pronunciado "three-in-a-row", lit. três em um) é uma referência a ele ser um artista que faz três coisas distintas em suas três paixões; atuar, dançar e cantar.

## Filmografia
| Ano       | Título                     | Papel                | Notas                                          |
| --------- | -------------------------- | -------------------- | ---------------------------------------------- |
| 2004      | Homem-Aranha 2             | Criança espantada    | Figurante                                      |
| 2006      | Monk                       | Terceiro garoto      | Coadjuvante                                    |
| 2008      | Drillbit Taylor            | Segunda criança      | Coadjuvante                                    |
| 2008      | Camp Rock                  | Sander Loyer         | Coadjuvante Filme original Disney Channel      |
| 2008      | Baby                       | Robbie (jovem)       | Coadjuvante                                    |
| 2010      | Camp Rock 2: The Final Jam | Sander Loyer         | Coadjuvante Filme original Disney Channel      |
| 2010-2013 | Shake It Up                | Ty Blue              | Protagonista                                   |
| 2011      | Os Guerreiros Wasabi       | Dan "Smooth" Brennan | Participação especial                          |
| 2012      | Dancing with the Stars     | Ele mesmo            |                                                |
| 2012      | Motorcity                  | Darr Gordy           | Dublagem; 15º episódio da 1ª temporada         |
| 2013      | Oh Sit!                    | Ele mesmo            | Convidado musical; 7º episódio da 2ª temporada |
| 2016-2020 | Greenleaf                  | Isaiah Hambrick      |                                                |